# Фёдоров, Артур Николаевич (футбольный судья)
Артур Николаевич Фёдоров (род. 13 сентября 1990, Петрозаводск) — российский футбольный судья.
Занимался в спортивной школе № 7 города Петрозаводска. На одной из тренировок по просьбе тренера отсудил товарищескую игру, после чего периодически стал получать назначения ассистентом на матчи первенства города.
Матчи любительского первенства России в зоне «Северо-Запад» в качестве главного арбитра начал обслуживать с 2009 года (лайнсмен — с 2008 года). С сезона 2011/12 начал привлекаться к матчам молодёжного первенства.
В качестве главного арбитра с сезона 2012/13 начал судить матчи второго дивизиона, с сезона 2017/18 — ФНЛ. В сезоне 2018/19 провёл матч 1/32 финала Кубка России, также стал получать назначения на матчи премьер-лиги в качестве резервного судьи. В начале сезона 2019/20 провёл 2 игры в ФНЛ, после чего за допущенные в них ошибки был отправлен в запас и длительное время не получал назначений.
В 2022 году получил лицензию ФИФА для работы с системой VAR. 22 ноября 2022 года — главный арбитр матча группового турнира Кубка России в Пути РПЛ «Торпедо» — «Сочи».
В премьер-лиге дебютировал 12 марта 2023 года на матче 19-го тура чемпионата «Зенит» — «Химки» (3:2).